# Claude Florimond de Mercy
El Conde Claude Florimund de Mercy (1666 - 29 de junio de 1734) fue un mariscal de campo imperial, nacido en Longwy en Lorena, ahora en Francia.
Mercy entró en el ejército austriaco como voluntario en 1682. Ganó su comisión en la gran batalla de Viena al año siguiente; y durante siete años de campaña en Hungría alcanzó el rango de Rittmeister. Una herida de este tiempo le hirió la vista permanentemente. Durante cinco años más, hasta 1697, fue empleado en las campañas italianas, cuando fue llamado de nuevo a Huntría por el príncipe Eugenio de Saboya y ganó en el campo de la batalla de Zenta dos grados de promoción.
De Mercy mostró gran audacia en las primeras campañas de la Guerra de Sucesión Española en Italia, por dos veces cayó en manos del enemigo y por su conducta en la sorprendente batalla de Cremona (31 de enero de 1702) recibió las gracias del emperador Leopoldo I del Sacro Imperio Romano Germánico y fue hecho coronel propietario de un recién formado regimiento de coraceros. Con este tomó parte en la campaña del Rin de 1703, y en la Batalla de Friedlingen, y su suceso como intrépido líder de raids e incursiones fue bien conocido por amigos y enemigos. Estaba en esta cuenta cuando fue seleccionado en 1704 para hostigar los dominios del elector Maximiliano II Emanuel de Baviera. Fue poco después promovido a Generalfeldwachtmeister, con cuyo rango participó en la batalla de Schellenberg (2 de julio de 1704).
En el resto de la guerra fue a menudo distinguido por su fiero coraje. Alcanzó el rango de general de caballería en el curso de esos diez años. Su liderazgo resolutivo fue conspicuo en la batalla de Petrovaradin (1716) y fue poco después hecho comandante del Banato de Temeswar.
En la gran batalla de Belgrado (1717) lideró la segunda línea del ala izquierda de la caballería en una brillante y decisiva carga que llevó a las fuerzas del Imperio otomano a sus trincheras. Después de la paz reanudó la administración del Banato, que después de 150 años de gobierno turco necesitaba de un gobernador capaz. Pero antes de terminar su tarea fue llamado otra vez al mando en el campo de batalla, esta vez en el sur de Italia, donde luchó en la batalla de Francavilla (20 de junio de 1719), tomó Messina y asedió Palermo. Durante once años más administró el Banato, reorganizó el país como una comunidad próspera y civilizada.
En 1733 fue hecho general mariscal de campo en el ejército y en la primavera de ese año él y el mayor general irlandés Francis Patrick O'Neillan reunieron a 50.000 hombres en Mantua en un esfuerzo por reclamar todo lo que se había perdido el año anterior cuando los austriacos habían sido expulsados de Italia por las fuerzas franco-españolas.
Mercy murió el 29 de junio de 1734 en la batalla de Parma mientras lideraba personalmente sus tropas. No dejó hijos, y su nombre pasó al conde Argenteau, de donde venía la familia de Mercy-Argenteau. Fue el padre adoptivo del conde Florimond de Mercy d'Argenteau, y su tío abuelo era Franz, freiherr von Mercy.
El 3 de agosto de 2009, un busto del conde fue desvelado en el Parque Central de Timişoara.